# (33624) Omersiddiqui
1999 JP69 (asteroide 33624) é um asteroide da cintura principal. Possui uma excentricidade de 0.15334430 e uma inclinação de 5.55158º.
Este asteroide foi descoberto no dia 12 de maio de 1999 por LINEAR em Socorro.